# Dimos Avdeliodis
Dimos Avdeliodis (Δήμος Αβδελιώδης) (1952) és un director, guionista, actor i productor grec.

## Biografia
Avdeliodis va néixer a l'illa de Quios en 1952, va realitzar els seus estudis universitaris en la facultat de Filosofia de la Universitat d'Atenes i va assistir a classes d'interpretació a l'escola dramàtica de Yiorgos Teodosiadis (Γιώργος Θεοδοσιάδης). Al llarg de la seva carrera professional ha dirigit tant llargmetratges com represantaciones teatrals. La seva primera producció audiovisual va ser el curtmetratge mut Competència deslleial (1982). Entre els anys 1993 i 1997 va compaginar la seva labor artística amb la docència de l'assignatura de cinema en el deparmento de ciències de la informació i comunicació de la Universitat Panteion.
Entre 1997 i 2000 i de 2003 a mitjan 2010 va exercir el càrrec de director artístic del Teatre Municipal i Regional (ΔΗΠΕΘΕ) De l'Egeu Nord, amb seu a Quíos.

## Filmografia

### Direcció, guió i producció
- 1982 Competència deslleial
  - Primer premi del jurat, Festival de teatre de Drama (1994).
- 1987 To Dendro pou pligoname
  - Esment especial de la Unió Panhelénica de Cinema, en el context del Festival de Cinema de Tessalònica.
  - Participació en la setmana de la crítica del Festival Internacional de Cinema de Canes (1987).
  - Premi de la comissió europea de cinema de la joventut del Festival de Berlín.
  - Elefant d'or a la millor pel·lícula, Festival de Nova Delhi.
  - Elefant de plata a la direcció, Festival de Nova Delhi.
- 1990 la Victòria de Samotràcia
  - Premi al millor vestuari i premi de so al Festival de Tessalònica (1990).
  - Premi estatal de música, maquillatge i so i distinció a la qualitat de la pel·lícula (1991).
  - 1999 I earini synaxis ton agrofylakon (traduïda com "Les quatre estacions de la llei")
  - DG premio estatal a la millor pel·lícula de ficció.
  - Premi estatal a la direcció.
  - Premi de La Unió Panhelénica De Crítics De Cinema.
  - Premi FIPRESCI.
  - Quatre premis al Festival de Berlín.
  - Participació en diversos festivals internacionals de cinema.
- 2006 Θα έρθω κοντά σου για να ξεχάσω

## Representacions teatrals
- 1992 Μορφές από το έργο του Βιζυηνού: Adaptacions de l'obra de Giorgos Viziinos
- 1995 Τρία ελληνικά παραμύθια: Tres contes grecs
- 2001 Λίγα απ' όλα (Καραγκιόζης): Una mica de tot, Karayiosis
- 2003 Άσμα Ασμάτων: Cantar dels Cantars
- 2007 Ο Μεγαλέξανδρος και ο καταραμένος δράκος: Alejandro Magno i el drac maleït
- 2009 Μαράν Αθά (Θωμά Ψύρρα): Μaran athâ, adaptació teatral de la novel·la homònima de Thomas Psyrras
- 2009 Βαβυλωνία (Δ. Βυζάντιου): Babilònia, D. Bizantios
- 2010 Ιχνευτές (Σοφοκλή): Els rastrejadors o Els perseguidors de Sòfocles
- 2010 Τελευταία μαγνητοταινία του Κραπ (Μπέκετ): L'última cinta de Krapp, de Samuel Beckett
- 2010 Το μόνον της ζωής του ταξείδιον (Βιζυηνός): L'únic viatge de la seva vida, Giorgos Viziinos
- 2011 Ταξιδεύοντας με τον Παναίτ Ιστράτι (basat en la novel·la homònima de Μπουμπουλίνα Νικάκη): Viatjant amb Panait Istrati, Bubulína Nikáki
- 2011 Πέρσες (Αισχύλου): Els Perses, Èsquil
- 2012 Ερωφύλη (Χορτάτσης): Erófili, de Georgios Chortatzis
- 2012 Η Νοσταλγός (Αλ. Παπαδιαμάντη): La Nostàlgia, Aléxandros Papadiamantis
- 2013 Fundació Michalis Kakogiannis: Homenatge a D. Avdeliodis amb la representació de cinc dels seus muntatges: Maran Athá, La Nostàlgia, L'únic viatge de la seva vida, Ichneutae, Els Perses.
- 2013 Ωδή στον Αλέξανδρο Παναγούλη (Κώστα Μπαρδά): Oda a Alexandros Panagoulis, Kostas Vardàs
- 2013 Περλιμπλίν και Μπελίσα (F. G. Lorca): Amor de don Perlimplín con Belisa en su jardín, Federico García Lorca
- 2013 Το αμάρτημα της μητρός μου (Γ. Βιζυηνού): El pecat de la meva mare, Giorgos Viziinos
- 2013 Η γυναικα της Ζάκυνθος (Δ. Σολωμού): La dona de Zakynthos, D. Solomós
- 2014 Όνειρο στο Κύμα - Έρως Ήρως (Αλ. Παπαδιαμάντη): Un somni en les ones - Eros l'heroi, dos relats de Aléxandros Papadiamantis
- 2015 Το μυρολόγι της Φώκιας - το Καμίνι (Αλ. Παπαδιαμάντη): El lament de Focia, Aléxandros Papadiamantis
- 2015-2016 Απολογία Σωκράτη (Πλάτωνα) Κρατικό Θέατρο Βορείου Ελλάδος: Apologia de Sòcrates, de Plató